# Camarão-de-estalo
O termo camarão-estalo, camarão-de-estalo ou  camarão-pistola é a designação comum aos pequenos camarões marinhos, da família dos alfeídeos (Alpheidae) ou (Alpheoidea), encontrados usualmente entre pedras ou em buracos. Recebe tal nome pois possui um dos quelópodes muito desenvolvido que, ao se fechar, produz não apenas um som de estalo, mas também uma onda de choque (sonoluminescência)  que atinge sua presa, se não matando-a, colocando-a indefesa 
O estalo produzido por esse camarão é supersônico, ainda que numa dimensão minúscula e pode gerar choques com mais de 100J, o colocando como um dos poucos animais supersônicos da terra.Seu estalo pode chegar a 218 decibéis de altura, o que é mais alto que o disparo de uma arma de fogo ou a turbina de um avião.Por uma fração de segundo o local alcança a temperatura de 4700 graus celsius.
/São geralmente encontrados em poças e cascalhos nas praias e encobertos por pedras, geralmente confundidos com o Lagostim ou o Corrupto por causa da semelhança com estes outros crustáceos. Também são erroneamente chamados de ''Tamarú" em algumas partes do Brasil, mas esse termo refere-se verdadeiramente a outro animal conhecido como Tamarutaca.

## Gêneros
| - Alpheopsis - Alpheus - Amphibetaeus - Arete - Aretopsis - Athanas - Athanopsis - Automate - Bannereus - Batella - Betaeopsis | - Betaeus - Fenneralpheus - Hamalpheus - Leptalpheus - Leslibetaeus - Metabetaeus - Metalpheus - Mohocaris - Nennalpheus - Neoalpheopsis - Notalpheus | - Parabetaeus - Pomagnathus - Potamalpheops - Prionalpheus - Pseudathanas - Pterocaris - Racilius - Salmoneus - Synalpheus - Vexillipar - Zuzalpheus |